# Lygniodes endoleucus
Lygniodes endoleucus är en fjärilsart som beskrevs av Guérin-meneville 1844. Lygniodes endoleucus ingår i släktet Lygniodes och familjen nattflyn. Inga underarter finns listade i Catalogue of Life.

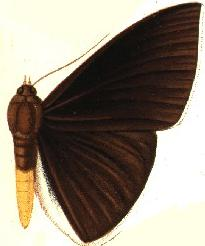
Hane.